# Голо Ман
Голо Ман (на немски: Golo Mann) с рождено име Ангелус Готфрид Томас Ман е немско-швейцарски историк, публицист и писател.

## Биография
Голо Ман е втори син на носителя на Нобелова награда за литература Томас Ман и по-малък брат на писателя Клаус Ман.
Следва философия в Хайделбергския университет и през 1932 г. получава докторска степен под ръководството на Карл Ясперс.
След завземането на властта в Германия от националсоциалистите Голо Ман емигрира през Франция и Швейцария в САЩ.
В средата на 50-те години се завръща в Германия, а по-късно се преселва в Швейцария. След дейността си на редовен професор по политология в Щутгарт става публицист на свободна практика с голямо влияние като анализатор на актуалните обществени събития.
Голо Ман общува с политици като Конрад Аденауер и Вили Брант, за когото поема ролята на съветник и подкрепя неговата „Източна политика“. Отнася се отрицателно към Студентското движение от 1968 г. Преди парламентарните избори в Германия през 1980 г. Голо Ман се застъпва за Франц Йозеф Щраус, кандидат за канцлер от ХДС/ХСС.

## Творчество
Към най-известните съчинения на Голо Ман спадат публикуваната през 1958 г. „История на Германия от XIX и XX век“ (Deutsche Geschichte des XIX. und XX. Jahrhunderts), издадена в милионен тираж и преведена на девет езика като основополагаща творба, а също публикуваната през 1971 г. „Биография на Валенщайн“ (Wallenstein. Sein Leben erzählt von Golo Mann).
Като консервативен историк Голо Ман поставя човека в центъра на своите исторически изследвания и така търпи критика от някои професионални колеги, които предпочитат обществено-политическите теории.